# Raphaël Draï
Pour les articles homonymes, voir Draï.
Raphaël Draï, né le 21 mai 1942 à Constantine et mort le 17 juillet 2015 à Paris 16e, à l'âge de 73 ans,, est un politologue français. Il est professeur agrégé de sciences politiques et est l'auteur de nombreux ouvrages.

## Biographie
Raphaël Draï, né en 1942, est le fils d'Henri Draï, comptable, et de Louise Simha Nakache, une famille de juifs d’Algérie. En 1961, son père, propriétaire de cinéma, l'envoie en France, de peur que « ses fils se laissent enrôler par l'OAS ». Sa mère meurt en 1965. Marié l'année suivante à Sylvia Saada, il est agrégé de sciences politiques en 1976, après une thèse en science politique à l'université Paris-1 Panthéon-Sorbonne, professeur de sciences politiques à la faculté de droit et de sciences économiques de Nancy en 1977, doyen de la faculté de droit et de sciences politiques d'Amiens en 1990 et professeur de sciences politiques à l'université d'Aix-Marseille III en 1998. Il exerce également à l'Institut d'études politiques d'Aix-en-Provence, où il est chargé d'enseignements au « master management interculturel et médiation religieuse », professeur à l'Institut d'études et de culture juive d'Aix-Marseille, directeur de recherches à l'École doctorale de recherches en psychanalyse et psycho-pathologies de l'université Paris VII - Diderot. Revendiquant une certaine pluridisciplinarité, il mêle dans ses recherches politologie et psychanalyse. Auteur d'une vingtaine d'ouvrages et chroniqueur de la revue L'Arche (avec Alain Finkielkraut), il est également chroniqueur sur Radio J (avec Bruno Étienne) et un spécialiste de loi hébraïque, disciple d'Emmanuel Levinas, André Neher et Éliane Amado Levy-Valensi. Il s'est engagé en faveur du dialogue inter-religieux et donne des conférences avec l'institut inter-universitaire d'études et de culture juive.
À la suite de la parution de Comment le peuple juif fut inventé, il manifeste son hostilité à l'égard des thèses de Shlomo Sand, qu'il juge « unilatérales » et auxquelles il reproche de concourir – de même que les analyses de Noam Chomsky ou d'Élie Barnavi – à l'entreprise  de déni, conduite, selon lui, par l'« antisionisme », des « mobiles historiques et humains dans lesquels l’État d’Israël trouve [...] sa raison d’être ». Dans cet esprit, il participe le 12 mai 2010, avec Yves Charles Zarka et Elhanan Yakira, à une table ronde portant sur le sionisme à l'École normale supérieure, où d'après lui, « jusqu’à présent seules les thèses [...] de Shlomo Sand [...] avaient eu cours », mais il est empêché de parler par des manifestants pro-palestiniens.
En 2010, Raphaël Draï est avec Shmuel Trigano le principal animateur de la pétition Raison garder, qui s'oppose à l'Appel à la raison de l'organisation JCall, notamment signé par Bernard-Henri Lévy et Alain Finkielkraut.
Raphaël Draï meurt le 17 juillet 2015 à Paris, à l'âge de 73 ans. Il est enterré à Netanya, en Israël.

## Publications
- La politique de l'inconscient, Paris, Payot, 1979.
- Le pouvoir et la parole, Paris, Payot, 1981.
- La communication administration-administrés (en collaboration), Paris, PUF, 1983.
- La sortie d'Égypte : l'invention de la liberté,, Paris, Fayard, 1986.
- Guerre éthique et pensée stratégique à l'ère nucléaire (avec Cao Huy Thuan), Paris, L'Harmattan, 1988.
- Lettre ouverte au Cardinal Lustiger, Alinea, 1989
- La traversée du désert : l'invention de la responsabilité, Paris, Fayard, 1992.
- La communication prophétique (3 tomes), Paris, Fayard, 1990 à 1998.
- Identité juive, identité humaine, Paris, Armand Colin, 1995.
- La pensée juive : exégèse et épistémologie, Paris, PUF, 1996.
- Le mythe de la loi du talion, Economica, 1996.
- Freud et Moïse : psychanalyse, loi juive et pouvoir, Economica, 1997.
- Lettre au Pape sur le « pardon au peuple juif », Archipel, 1998.
- La Thora : la législation de Dieu, Paris, Michalon, 2000.
- Lettre au président Bouteflika sur le retour des Pieds-noirs en Algérie, Paris, Michalon, 2000.
- Grands problèmes politiques contemporains : les nouvelles échelles de la responsabilité politique, librairie de l'Université et PUAM, 2001
- Sous le signe de Sion, Paris, Michalon, 2001.
- Science administrative, éthique et gouvernance, Librairie de l'Université et PUAM, 2002
- La France au crépuscule : précis de recomposition, Paris, PUF, 2003.
- L’État Purgatoire : la tentation postdémocratique, Paris, Michalon, 2005.
- Abraham, ou La recréation du monde, Paris, Fayard, 2006.
- Le pays d'avant, Paris, Michalon, 2008.
- Collectif, Philosophies d'ailleurs : les pensées indiennes, chinoises et tibétaines, sous la direction de Roger-Pol Droit, Paris, Hermann, 2009.
- Les pays d’après, Paris, Michalon, 2009.
- Le plus grand mensonge du monde : théorie juridique et théorie psychanalytique, Paris, Hermann, 2010, coll. "Philosophie",  (ISBN 2705668489)
- Topiques sinaïtiques, vol. 1 à 5, Paris, Hermann, 2013
  - I. L’Alliance du Sinaï
  - II. Principes d’économie politique biblique
  - III. Violence humaine et transcendance de l’amour
  - IV. La justice, le droit et la vie
  - V. Les Juifs et leurs prochains
- Jésus. Lecture de l'Évangile selon Luc, Paris, Hermann, 2014
  - Tome 1 : Jusqu'à Jérusalem.
  - Tome 2 : Tu es Rex ?
- INRI. Le procès de Jésus (théâtre) Hermann.  Analyse ici
- La fin de l'Algérie française et les juridictions d'exception. Etat, Justice et Morale dans les procès du putsch d'Alger et de l'OAS, Paris, Editions Manucius, 2015